# Piecki (stacja kolejowa)
Piecki – zlikwidowana stacja kolejowa w Pieckach, w gminie Piecki, w powiecie mrągowskim w województwie warmińsko-mazurskim, w Polsce. Położona przy linii kolejowej z Mrągowa do Rucianego Nidy otwartej w 1898 roku. W 1945 roku linia została zamknięta i rozebrana.